# DeAngelo Glacier
DeAngelo Glacier är en glaciär i Antarktis. Den ligger i Östantarktis. Nya Zeeland gör anspråk på området. DeAngelo Glacier ligger 18 meter över havet.
Terrängen runt DeAngelo Glacier är varierad. Trakten är obefolkad. Det finns inga samhällen i närheten.